# Requiem (Ligeti)
szólók: szoprán, mezzoszoprán

kórus: SMATB vegyeskar; az első két tételben minden szólam négyfelé oszlik

zenekar: 3 fuvola (2 pikkoló); 3 oboa (angolkürt); 3 klarinét (kis-, basszus- és kontrabasszusklarinét); 2 fagott; kontrafagott; 4 kürt; 3 trombita; basszustrombita; 3 harsona (kontrabasszusharsona); tuba; ütőhangszerek (3 játékos); csembaló; cseleszta; hárfa; vonósok (legalább 12-12-10-8-6)
bemutató: 1965. március 14., Stockholm; Liliana Poli (szoprán), Barbro Ericson (mezzo), Svéd Rádiókórus és
-zenekar, Michael Gielen

## A mű
Ligetit régóta foglalkoztatta a gyászmise szövege, elsősorban a Dies irae. Több próbálkozás után a Svéd Rádió fölkérése adta meg a végső lökést, és 1963 és 65 között megzenésítette az introitust, a Kyriét és a Dies iraet (utóbbi zárószakaszát külön tételként).
(Bár a Lux aeterna szövege is a gyászmiséből van, ez különálló mű, nem kötődik a Requiemhez.) A szerzőt kérdezték, hogy ha nem hívő, akkor miért ír "katolikusan liturgikus" zenét. Ligeti erre így nyilatkozott: "A gyászmise más dolgokat is magában rejt: például a nácizmus és a kommunizmus elleni lázadásomat. Ma sem vagyok hívő, igaz ateista sem vagyok! Ez inkább egy zenei ötlet (...) egy műről ami örök! (...) Ez a mű a gyűlöletről és a félelemről szól. Baljós és Démoni."
Tematikus összefüggés ugyan nincs a tételek között, a mozgásformák változása enélkül is egyetlen nagy ívvé kovácsolja a négy tételt, csúcspontján a Dies iraevel.
Az Introitus végig nagyon halk (az apparátusnak mindig csak egy-egy része játszik, hegedűk egyáltalán nem), szinte egy helyben állva indul, de fokozatosan, lassan csak megmozdul. A Kyrie is takarékoskodik az apparátussal, de a két csúcspontot már a teljes együttes játssza fortissimo (a vonósok a hangfogót csak a második csúcspont előtt veszik le); a kórus anyaga folyton mozgásban van, de a tétel során egyre inkább a zenekar élesen kontrasztáló blokkjai kerülnek előtérbe. A Dies irae még szélsőségesebb blokkokkal operál, melyek közül az utolsó az első tétel zárására emlékeztet, és a zárótétel ezt a hangulatot viszi tovább.

## Introitus
A szöveg szerint három részre tagolódik (de a szöveggel ellentétben a harmadik rész nem az első visszatérése). Az egyes részek egyre
magasabbak, lazábbak, tágasabbak, világosabbak.
Az első rész négy blokkra bomlik. Csak a basszus énekel, a zenekarból csak basszus- és kontrabasszus hangszerek játszanak. A hangzás egy alig mozgó, dinamikus egyensúlyban lévő nagytercnyi klaszter (Eisz-A) melynek belső mozgása erősen korlátozott:
minden szólam hangkészlete két hang (Eisz-Fisz, Fisz-G, G-Asz, G-A); a négy szólam két párban mozog, az egyik párhuzamosan, a másik ellenmozgásban, a két pár mozgása meg annyiban van összekötve, hogy ha szótagváltáskor az egyik pár megismétli az
előző hangot, akkor a másik vált; a második blokktól még abban is, hogy ha az egyik pár két hangot énekel egy szótagra, akkor a másik
egyet (és fordítva). A mozgás végig egyenletes: minden szólamban félütemenként van egy-egy új hang. A zenekarban hosszú tartott hangok
vannak, melyek egyrészt a kórus szüneteit hidalják át, másrészt (a második két blokkban) egy nagyon mély, kistercnyi (H,,-D,)
klasztert építenek föl, melynek csak a színe változik, ahogy a hangszerek váltják egymást.
A második részben (amely három blokkból áll) alt-tenor-basszus kórus énekel. A felrakás elvileg hasonló (kéthangú szólamok), de minden
blokkot együtt indítanak (egyre magasabbról: f, g, asz), és innen lépésenként érik el az otthont: a basszus a c-e, a tenor
a disz-g, az alt a fisz-b nagytercet (melyek ugyanúgy oszlanak szólamokra, mint az első részben). A blokkok jobban egymásba folynak, mint az első részben: a kórus sose hallgat el, de az első blokk második felét csak az alt, a második blokk második felét csak a tenor énekli; ezek kb. olyan statikusak, mint az első rész volt, a többi jelentősen mozgalmasabb – több a szólam, sűrűbbek a lépések, nagyobb a hangterjedelem. A zenekar csak az egyes blokkok indításában segít, valamint a rész bevezetéseképp egy bőgő-cselló üveghangklasztert tart (kb. a rész hangterjedelmében).
A harmadik rész elkezdődik, mielőtt a második befejeződne; eddigre már teljesen fölolvad a szerkesztés szigora. Kétfelé osztható (szöveg
szerint), amiből a másodikat csak a nőikar énekli, az elsőt alapvetően a két szólista, de a közepén énekel még a kórus mezzo-altja.
Az első félben a zenekarkezelés a második részéhez hasonló, szikár (kevés hosszú hang), a második félben a kórus bizonyos hangjait hosszabbítja meg a zenekar, mintegy összefolyatja, kimerevíti az éneket: az elején fuvolák és klarinétok, a végén mélyvonós üveghangok.

## Kyrie
Ötszólamú kettősfúga, ahol mindkét téma (egyik a Kyrie, másik a Christe) négyszólamú kánon (abban az értelemben, hogy a hangok sorrendje ugyanaz, de a ritmikus kontúr egyéni, csak hozzávetőleges kapcsolat van az egyes alszólamok között). Az egész tételben ezen a két témán kívül semmilyen más zenei anyag nem szerepel.
A tétel két rétegű: a kórusban egyetlen megszakítatlan hömpölygő hangfolyam, a zenekar anyaga viszont nagyon is élesen tagolt: egy (nyitó- vagy záró-) hangot tart vagy egy (négyszólamú) kórusszólammal játszik együtt, de csak pár ütemet.
Ilyen blokkok minden átmenet vagy szünet nélkül válthatják egymást, azaz az eddig játszó hangszerek elhallgatnak, egy másik hangszercsoport pedig ugyanabban a pillanatban elkezd egy másik szólamot, esetleg más fekvésben a minél élesebb szín- és fekvéskontraszt érdekében.
A tétel jól kivehetően két részre tagolódik, bár a határ nem éles. A tétel első felében a kórus dominál, a második felére a zenekar egyenrangúvá válik. A tétel elején egyszerre, egy hangról indul a két téma (Kyrie az altban, Christe a tenorban). Az első rész végét a szoprán fokozatosan elért tartott b´´-je illetve a basszus magas kanyarjai jelzik. Utána lenyugszik a zene, csak a Christe szól, néha hirtelen fölerősödve. Közben háttérként elindulnak a Kyriék, amelyek fokozatosan előtörnek. A második csúcspont erősebb, mint az első,
mert előtte fölvezetésként mind az öt szólam a Kyriét énekli; közülük utolsóként a basszus lép be, minden eddiginél mélyebben. A zenekar is a basszust játssza, helyben és oktávval mélyebben, majd amikor följöttek a legmélyebb hangokról, átváltanak a most induló szoprán
Christe kíséretére, ahol megint (de ezúttal hirtelen) megszólal a b´´, majd fokozatosan leszállnak és az egész tétel elnyugszik.
A Christe témája egy 12 hangból álló kromatikus tölcsértéma, amely nem teljesen mechanikus, így háromféle transzformáció bármilyen
kombinációja új alakot ad: a téma tükrözhető, megfordítható, és a tölcsér két szára fölcserélhető. Ezenkívül a téma általában nem úgy
szólal meg, hogy végigéneklik a tizenkét hangot és kész, hanem menet közben akármikor vissza lehet fordulni (akár többször is). A téma ezért mindig különböző alakban hangzik el, a hossza 6 és 33 ütem között váltakozik.
A fokozatosságot szolgálja, hogy az első három megszólalás csonka, csak az első 8-10 hangig jut el, a továbbiakban viszont mindig először végigmegy a 12 hangon és csak utána kezdi a bolyongást.
A téma hosszú (átlagosan félütemnyi) hangokból áll; ritmusa lényegtelen, mindig másmilyen. Bár általában háttér a Kyrie mögött, mégis a Christe két elhangzása a szopránban jelöli a tétel két csúcspontját, továbbá az első 12 téma indulóhagjai a Christe témát adják (ad hoc oktáváthelyezésekkel).
A Kyrie témája 112 hangból áll, 19 és fél ütemnyi (kezdő- és záróhangok hosszabbodhatnak); gyors, kígyózó, rögzített ritmusú (nb. a tétel mikropolifon, így ez a ritmus nem hallható, csak a belső mozgás kontrollját szolgálja). Az alapalakon kívül tükörfordításban
is elhangzik (a tükrözés nem az alszólamokra, hanem az egész négyszólamú szólamkötegre vonatkozik, azaz tükrözött alaknál a 4. alszólamok éneklik azt a ritmust, amit az alapalaknál az 1. alszólamok). A téma lassan, mélyen indul, lesüllyed a legmélyebb hangra, fokozatosan gyorsul és emelkedik, a tetőponton a leggyorsabb, majd lenyugszik (egy hanggal magasabban, mint ahol indult). A téma teljes hangterjedelme tiszta undecima. A dallamlépések többsége félhang, de egy irányba a harmadik lépés mindig egészhang. A dallam során egy irányba töretlenül legfeljebb öt lépés van, ez is csak egyszer fordul elő. Az egyirányú menethosszak elég véletlenszerűen oszlanak el, egyre csökkenő gyakorisággal.
A ritmikus megvalósításban a fő szempont az volt, hogy ne legyen prímpárhuzam (oktávpárhuzam megengedett). Mivel a Christe ritmusa nem kötött, azokat mindig lehet úgy alakítani, hogy ne ütközzenek a Kyriével. Két Kyrie találkozásánál viszont gyakran szükség van apró ritmikai módosításra; egy ilyen módosítás esetleg továbbgyűrűzik, ha olyan ritmusalakzat jön létre, ami az adott alszólamban a szomszédban már szerepel.

## Dies irae
Csak ebben a tételben szerepelnek ütők; Ligeti a kórus megerősítését javasolja.
A megzenésítés tempó, hangfekvés, hangerő szempontjából végig szélsőséges, intenzív; alig vannak átmenetek.
Mindenféle szempontból extrém zenei alakzatok váltják egymást:
- expresszív játékmód: gyors, nagy ugrásokkal mozgó, fortissimo, marcato szólamok az ötszólamú kórusra, a két szólistára vagy a zenekarra; az énekeseket colla parte hangszerek is kísérik, a vonósok mindig valamilyen extrém játékmóddal (talpas pizzicato, col legno stb.);

- hosszú tartott hangok: általában különböző szólamok hoquetusszerűen veszik át egymástól; néha beszúr egy-egy elhadart mondatot;

- szavalókórus: rövid, szünetekkel elválasztott homofon akkordok a kórusnak; először (Mors stupebit) alig meghatározott hangmagasságú suttogásból megy fokozatosan a szabályos éneklésig, másodszor (Rex tremendae) fordítva;

- nőikari mikropolifónia;

ezek az alakzatok megjelenhetnek párhuzamosan is (pl. a Mors stupebit szavalókórus közben a Coget omnes ante thronum hosszú hangjai).
Többnyire (de nem mindig) egy versszak egy módon van megzenésítve.

## Lacrimosa
A tétel zenekari bevezetéssel indul. A fuvolák az első tételből megismert anyagot játszanak: lassú, szűkjárású dallamokat. Ezt
folytatják a szólisták (a kórus nem énekel), a zenekar colla parte játszik (először fölső oktávokban, másodszor alsó oktávokban, harmadszor pedig hangkimerevítő üveghangokkal, fölső oktávokban). Az eddigi mikropolifón technikához képest fontos újítás, hogy a lassan
kavargó anyag időnként kikristályosodik egy-egy kitartott, konszonáns hangközzé (kvart, kvint, oktáv).